# XTE J1650-500
XTE J1650-500 — двойная система в созвездии Жертвенник, состоящая из кандидата в чёрные дыры звёздной массы и источника рентгеновского излучения. В 2008 году было заявлено, что масса этой чёрной дыры равна 3,8±0,5 солнечных масс, что делало её наименьшей из известных на тот момент чёрных дыр; меньше, чем GRO J1655-40, 6,3 MС. Позже это заявление было отозвано, масса оценена в 5–10 солнечных.
Период обращения чёрной дыры и её компаньона составляет 0,32 дня.
Гал.долгота 336.7183° 

Гал.широта -3.4271° 

Расстояние 15 000 св. лет